# Термокамера (подготовка космонавтов)
Термокамера – специальная камера, в которой космонавта подвергают воздействию высоких температур (испытание проходило при температуре 70 °С и влажности 10 %).

## Общая информация
Термокамера предназначена для проверки и повышения физической подготовленности и устойчивости космонавтов к экстремальным факторам космического полета. Испытания в термокамере входит в медико-биологическую подготовку космонавтов в рамках общей программы подготовки космонавтов.
Проверка устойчивости кандидата в космонавты к воздействию высоких температур стала проводиться еще на первом этапе подготовки к полету человека в космос. Опасались значительного повышения температуры в спускаемом аппарате, ведь он летит в потоке плазмы с температурой в несколько тысяч градусов. Так же учитывали возможность отказа системы терморегулирования космического корабля или орбитальной станции.
При подготовке к полёту очень важно, во-первых, знать индивидуальную тепловую устойчивость каждого космонавта, а во-вторых, подготовить его организм к неблагоприятным воздействиям. Испытание проходят при температуре 70 °С и влажности 10 %, за ходом испытания врач имеет возможность наблюдать испытуемого как визуально, так и по показаниям приборов. Затем в термокамере проводились тренировки — пять „отсидок“ при тех же температурных условиях, но с возрастающей продолжительностью (от 30 до 70 мин). В заключение определялось максимальное время пребывания.
В. В. Терешкова так вспоминает об испытаниях в термокамере

«Поскольку это было начало пилотируемой космонавтики, было неизвестно, как поведёт себя организм человека. От многого, через что мы прошли, отказались, потому что сейчас и корабли, и условия другие. Например, нас вращали на центрифуге с перегрузкой 12 единиц, а сейчас – 8. Мы сидели в термокамере при температуре 80 градусов в полном лётном обмундировании. До тех пор сидишь, пока температура тела не поднимется на полтора градуса. Нам, видите, больше досталось».
В настоящее время термокамера является составной частью стенда информационных отношений  «Квант». Стенд «Квант» относится к средствам медицинской подготовки космонавтов в ФГБУ «Научно-исследовательский испытательный центр подготовки космонавтов имени Ю.А.Гагарина»